# Alfredo Rodríguez Domínguez
Alfredo Rodríguez (Pamplona, 17 de mayo de 1969) es licenciado en Derecho y poeta español. 

## Biografía
Alfredo Rodríguez se licenció en Derecho por la Universidad de Navarra en 1992. Trabaja en la multinacional alemana Zf-Trw desde 1997. Está casado y es padre de un hijo. 
Ha publicado nueve libros de poemas: ''Salvar la vida con Álvarez''  ‒que fue finalista del premio Adonáis en 2005‒ y ''La vida equivocada'' (pertenecientes ambos a su llamado "ciclo alvareziano"); ''Regreso a Alba Longa'' ‒que fue premio "Voces del Chamamé"-Ayunt. de Pravia en 2008‒, ''Ritual de combatir desnudo'' y ''De oro y de fuego'' (pertenecientes a su llamada "trilogía del combate"); una antología de antiguos poetas apócrifos navarros que se reeditó en 2020 con prólogo del historiador Mikel Zuza; y su llamada "trilogía de la alquimia", compuesta por ''Alquimia ha de ser'', ''Hierofanías'' y "Dragón custodiando el misterio". Asimismo es autor de cuatro libros de conversaciones con el poeta novísimo José María Álvarez ‒tres en París y uno en Venecia‒, de quien también ha preparado dos antologías poéticas, una de sus poemas venecianos y otra de toda su obra poética hasta 2020, así como un libro que reúne sus prosas dispersas hasta 2021 y otro que recopila sus paseos venecianos. También es responsable de la edición de cuatro antologías de los poetas: Miguel Ángel Velasco en verso y prosa, Julio Martínez Mesanza de toda su obra poética hasta 2021, Antonio Colinas reuniendo todos sus poemas de temática ibicenca hasta 2021, de quien también ha preparado un libro que reúne y selecciona sus entrevistas hasta 2019, así como el prólogo para la edición conmemorativa del 50º aniversario del poema "Sepulcro en Tarquina" (2025), y Miguel Sánchez-Ostiz de su obra poética entre 1979 y 2022 y de su obra en prosa de no ficción entre 1985 y 2024. En 2023 publica "Días del indomable", un diario literario que abarca los años 2010 y 2011, con prólogo del escritor y poeta Miguel Sánchez-Ostiz. 

## Obras

### Poesía
- Salvar la vida con Álvarez. Con prólogo de Javier Asiáin. Ed. de autor, Pamplona 2006.
- La vida equivocada. Con prólogo de José María Álvarez. Ed. Devenir, Madrid 2008.
- Regreso a Alba Longa. Con prólogo de Julio Martínez Mesanza. Ed. Vitrubio, Madrid 2008.
- Ritual de combatir desnudo. Con prólogo de Antonio Colinas. Ed. Huerga y Fierro, Madrid 2010.
- De oro y de fuego. Con prólogo de José Luis García Martín. Ed. Los Papeles del Sitio, Sevilla 2012.
- Urre Aroa, seis poetas de Tierra Naba. Ed. Los Papeles del Sitio, Sevilla 2013.
- Alquimia ha de ser. Con prólogo de Luis Miguel Alonso Nájera. Ed. Renacimiento, Sevilla 2014.
- Hierofanías. Con prólogo de Javier Asiáin. Ed. Chamán, Albacete 2017.
- Urre Aroa, seis poetas de Tierra Naba, 2ª edición. Con prólogo de Mikel Zuza. Ed. Pamiela, Pamplona 2020.
- Dragón custodiando el misterio. Con epílogo de Sonia Betancort. Ed. Chamán, Albacete 2024.

### Libros de conversaciones y entrevistas
- Exiliado en el arte, conversaciones en París con José María Álvarez. Ed. Renacimiento, Sevilla 2013.
- La pasión de la libertad, nuevas conversaciones en París con José María Álvarez. Ed. Ulises, Sevilla 2015.
- La plenitud consciente, entrevistas con Antonio Colinas. Ed. Verbum, Madrid 2019.
- Nebelglanz, últimas conversaciones en París con José María Álvarez. Ed. Ulises, 2019.
- Antesalas del olvido, conversaciones en Venecia con José María Álvarez. Ed. Ulises, Sevilla 2021.

### Antologías y otros trabajos de edición
- Polvora en el sueño, antología en verso y prosa, de Miguel Ángel Velasco. Ed. Chamán, Albacete 2017.
- El vaho de Dios, poemas venecianos, de José María Álvarez. Ed. Renacimiento, Sevilla 2017.
- Puertas de oro, Itinerario Poético, antología poética, de José María Álvarez. Ed. Ars Poética, Oviedo 2020.
- Jinetes de luz en la hora oscura, antología poética, de Julio Martínez Mesanza. Ed. Ars Poética, Oviedo 2021.
- Tigres en el crepúsculo, prosas reunidas, de José María Álvarez. Col. "Renglón Seguido", Ed. Universidad de Valladolid, Valladolid 2021.
- Los caminos de la isla, poemas de Ibiza, de Antonio Colinas. Ed. Olélibros, Valencia 2021.
- Sbataisso (Escenas de Venecia), de José María Álvarez. Ed. MurciaLibro, Murcia 2024.
- Geografía de la ventura (Antología), de Miguel Sánchez-Ostiz. Ed. Bartleby, Madrid 2024.
- Sepulcro en Tarquinia (poema), de Antonio Colinas. Ed. Planeta Clandestino, Logroño 2025.
- Las naves quemadas (antología de prosas de no ficción 1985-2024), de Miguel Sánchez-Ostiz. Ed. La isla de Siltolá, Sevilla 2025.

### Diarios
- Días del indomable. Diario de un poeta (2010-2011). Con prólogo de Miguel Sánchez-Ostiz. Ed. Los papeles de Brighton, Madrid 2023.